# Conséquences de l'accident de Fukushima sur l'industrie nucléaire dans le monde
Pour un article plus général, voir Accident nucléaire de Fukushima.
Les conséquences de l'accident de Fukushima sur l'industrie nucléaire dans le monde, qui font suite à l'accident à la centrale nucléaire japonaise en 2011, voient de nombreux pays reconsidérer la part voire l'existence même du nucléaire dans leur production énergétique nationale, ainsi que la fiabilité des équipements en cas d'accident.
Le débat sur l'utilisation de l'énergie nucléaire est ainsi relancé dans de nombreux pays européens. Si certains pays dont la Finlande, la France, le Royaume-Uni, la Pologne et la Suède affichent un maintien de l'option nucléaire, d'autres dont l'Allemagne, l'Autriche, la Belgique, l'Italie et la Suisse décident d'abandonner la filière ou confirment de ne pas s'y engager. En parallèle, l'Union européenne annonce l'organisation avant la fin de l'année 2011 de tests de résistances européens pour toutes les centrales des pays de l’Union, dans l'optique d'une réévaluation des risques et d'un durcissement des normes de sécurité.
Le Japon annonce en mai 2011 une réorientation de sa politique vers une plus grande sécurité des centrales et un développement accru des énergies renouvelables pour diminuer la part du nucléaire. En septembre 2013, tous les réacteurs nucléaires japonais sont arrêtés, bien que le Japon n'ait prévu une sortie complète du nucléaire que dans les années 2030.
Par ailleurs, si les États-Unis se montrent vigilants quant à la sécurité de leur parc, la Russie affiche une grande confiance vis-à-vis de ses installations et le peuple iranien remet en question le programme nucléaire maintenu par les autorités nationales.

## Résumé de l'accident
Le 11 mars 2011, un séisme de magnitude 9 déclenche un tsunami qui dévaste la côte Pacifique des régions de Tōhoku et de Kantō au Japon et provoque l'accident nucléaire de Fukushima : la centrale nucléaire de Fukushima Daiichi est endommagée, provoquant un défaut de refroidissement, des fusions de cœur dans plusieurs réacteurs puis des ruptures de confinement et d'importants rejets radioactifs.

## International
L'opinion internationale face au nucléaire a changé entre l'avant et l'après l'accident nucléaire de Fukushima, comme montré par un sondage mené dans 47 pays par l'institut BVA/réseau Win-Gallup International publié en avril 2011.
L'Agence internationale de l'énergie atomique (AIEA) a dès 2012 mis à jour ses recommandations de sécurité. Des « stress-tests » sont en cours dans de nombreux pays et dans tout l'Europe. Et l'industrie nucléaire elle-même requestionne certaines options de gestion du risque et de traitement des installations ou déchets en fin de vie au vu notamment de leur impact sur l'environnement. Les concepts de séparation et de transmutation, de gestion transport, traitement et stockage à long terme du combustible nucléaire usagé, y compris le stockage intermédiaire à très long terme vont probablement être réexaminés par rapport à des considérations de sécurité au vu des retours d'expérience de Fukushima, ainsi que les risques de relarguage de radionucléides par les déchets. L'étude des impacts des radionucléides rejetés dans l'environnement feront aussi l'objet d'une plus grande attention. Ceci se traduit aussi par une augmentation des coûts de la filière nucléaire.
Cet accident fait aussi reconsidérer l'empreinte écologique et foncière (« footprint ») de l'énergie nucléaire. Selon une étude de Clinton J. Andrews (juillet 2011), l'empreinte foncière de la filière nucléaire (des carrières aux site de stockage en fin de vie en passant par les installations de production d'électricité) a longtemps été considérée comme très avantageuse comparativement aux surfaces nécessaires pour l'installation d'éoliennes et de panneaux solaires, mais si ce calcul intègre l'empreinte foncière d'accidents nucléaires tels que ceux de Tchernobyl et de Fukushima, l'empreinte du nucléaire en termes de km2/GWh nucléaire est très augmentée. Un seul accident supplémentaire de ce type suffirait à mettre l'énergie solaire à égalité avec le nucléaire de ce point de vue, et selon l'auteur les tendances à long terme favorisent les énergies renouvelables. Trois experts du nucléaire et académiciens des sciences, Robert Dautray (Directeur scientifique au CEA), le physicien Jacques Friedel ou le haut-commissaire à l'Énergie atomique Yves Bréchet proposent mi-2002 dans un article scientifique que l'industrie nucléaire évolue vers la fusion nucléaire comme solution alternative aux centrales actuelles
En septembre 2012, des universitaires espagnols à Huelva révèlent un recensement cartographié mondial comprenant 23 centrales, pour un total de 74 réacteurs, susceptibles d'être affectées par un tsunami de manière similaire à Fukushima.

## Agence internationale de l'énergie atomique
Pour Yukiya Amano, directeur général de l'Agence internationale de l'énergie atomique (AIEA), « La confiance du public dans la sûreté des centrales nucléaires a été profondément ébranlée dans le monde entier. Nous devons par conséquent continuer à travailler dur pour augmenter la sûreté de ces centrales, et garantir la transparence par rapport au risque que représentent les radiations nucléaires. C'est seulement de cette manière qu'il sera possible de répondre aux questions soulevées par Fukushima Daiichi ».
La mission d'expertise de l'AIEA relative à l'incident de Fukushima a rendu son rapport le 16 juin 2011. Celui-ci critique notamment l'insuffisance des mesures anti-tsunami, l'absence de mise en œuvre de la convention d’assistance prévue en cas d’accident nucléaire (coopération entre les États et l’AIEA en matière notamment d’aide et de sécurité), le manque d’indépendance de l'Agence japonaise de sûreté nucléaire. L'Agence internationale de l'énergie atomique invite donc le Japon à modifier en profondeur son système de régulation du secteur nucléaire.

## Europe
Les risques de la catastrophe nucléaire et l'intense couverture médiatique de l’évolution de la situation ont relancé le débat sur l’utilisation de l’énergie nucléaire dans de nombreux pays de l'UE, dont l'Allemagne, la Belgique, la France et l'Italie.

### Union européenne
Mi-mars 2011 l'Union européenne s'est mise d'accord pour engager l'organisation avant la fin de l'année de tests de résistances européens pour toutes les centrales européennes, dans l'optique d'une réévaluation des risques et d'un durcissement des normes de sécurité. Cette idée a été initiée par le ministre autrichien de l'Environnement Nikolaus Berlakovich, dont le pays est très opposé au nucléaire. Ces opérations sont réalisées sur la base du volontariat et évaluées par des autorités nationales indépendantes, conformément aux conclusions du Conseil européen, avant fin 2011,,. Le cahier des charges de ces tests est approuvé le 25 mai 2011 et ils sont lancés au plus tard le 1er juin 2011. Chaque état concerné remet un rapport intermédiaire le 15 septembre 2011 et un rapport définitif le 31 décembre 2011. Ces tests concernent les 143 réacteurs nucléaires en activité sur le territoire de quatorze États sur les vingt-sept que compte l'Union européenne, ils sont aussi ouverts à d’autres pays notamment les pays voisins de l’Union.

### Allemagne
Mi-mars, par la voix d'Angela Merkel, l'Allemagne décide d'arrêter les sept réacteurs les plus anciens,(sur les 17 réacteurs en service) dans l'attente du résultat d'un audit commandité par la chancelière. L'État allemand décide ensuite, mi-avril 2011, de ne pas les remettre en service et de sortir du nucléaire d'ici 2020, en engageant des investissements de plusieurs milliards d'euros en direction des énergies alternatives durables et des économies d'énergie afin de compenser les 22 % de ses besoins en électricité, actuellement couverts par ses centrales nucléaires,.

### Autriche
L'Autriche demande le démantèlement des 150 centrales nucléaires de l’Union Européenne et l'abandon progressif de l'énergie nucléaire au profit des énergies renouvelables. Bien qu’elle ne possède pas de centrale nucléaire, l’Autriche importe environ 6 % de sa consommation en électricité d’origine nucléaire,.

### Belgique
Le 15 mars 2011, la Belgique annonce via son Conseil des ministres la mise en place de tests renforcés sur la sécurité des 7 réacteurs nucléaires belges. Un moratoire d'un an est de ce fait prononcé sur l'allongement de la durée de vie de certaines centrales, censées être arrêtées en 2015. La décision prise en 1999 par le gouvernement belge stipule en effet l'arrêt de plusieurs réacteurs des centrales de Doel et de Tihange après 40 ans de service et exclut la construction de nouvelles centrales nucléaires. Depuis, notamment en 2009, il a été maintes fois question de revoir cette loi et de prolonger la durée de vie des centrales belges.
Dimanche 30 octobre 2011, lors des négociations relatives à la formation du nouveau gouvernement, les partis politiques belges se sont mis d'accord sur un plan de sortie du nucléaire civil. Le plan prévoit la fermeture d'ici 2015 des trois plus anciens réacteurs, puis une fermeture des quatre autres réacteurs d'ici 2025. La mise en œuvre du plan est conditionné à la disponibilité de sources d'énergie alternatives au nucléaire pour éviter toute pénurie. En effet, en 2009 selon l'Agence internationale de l'énergie (AIE), la Belgique dépendait à 55 % du nucléaire pour ses besoins électriques.

### Finlande
La construction de deux nouvelles centrales, dont l'une prévue sur le site d'Olkiluoto, n'est pas remise en cause.
Fin juin 2011, la Finlande a lancé un appel d'offres pour deux nouvelles centrales.

### France
Après Fukushima, aucun débat populaire ni référendum n'est annoncé par le gouvernement français, qui rejette également toute idée de moratoire. Au contraire, Nicolas Sarkozy annonce le 24 mars 2011 que le choix de l'énergie nucléaire n'est pas remis en question.
Le gouvernement a cependant chargé une commission d'étudier, d'ici janvier 2012, des scénarios incluant une "sortie progressive" du nucléaire à l'horizon 2040. Le gouvernement a également lancé un plan de développement des énergies renouvelables (notamment l'éolien en mer) visant à atteindre environ 1/4 de la production nationale d'électricité d'ici 2020.
Le Premier ministre François Fillon, à la suite de son annonce du 15 mars à l’Assemblée nationale de réaliser un audit sur les installations nucléaires françaises, en confie la réalisation à l'Autorité de sûreté nucléaire dans un courrier en date du 23 mars 2011. Cet audit portera sur les risques d’inondation, de séisme, de perte des alimentations électriques et de perte du système de refroidissement ainsi que sur la gestion opérationnelle des situations accidentelles. Des propositions d’améliorations au vu des diagnostics qui auront été faits sont attendues pour la fin de l’année 2011.

#### Manifestations et opinion publique
- Le dimanche 20 mars, une manifestation de 10 000 personnes à Chalampé (Haut-Rhin) demande la fermeture de la centrale nucléaire de Fessenheim, située sur une faille en zone sismique[33]. En Allemagne, des membres de la Commission Locale d'Information et de Surveillance (CLIS), dont deux représentants CDU du district de Fribourg, déposent le 21 mars une demande de moratoire pour Fessenheim[34]. La France ne répond pas à cette demande de gel de l'activité de la centrale.
- De nombreuses manifestations anti-nucléaires grand-public ont aussi été organisées de mars à mai 2011 et ont lieu à travers le territoire français à l'occasion du 25e anniversaire de Tchernobyl, en particulier les 24, 25 et 26 avril 2011[35].
- Une journée de mobilisation est organisée le 11 juin, avec 55 actions en France orientées contre le choix nucléaire et pour une véritable transition énergétique, dont une manifestation à Paris, engagée et festive[36].
- Un sondage Ifop du 5 juin 2011 indique que 77 % des Français souhaitent une sortie plus ou moins rapide du nucléaire soit 62 % des Français souhaitant un arrêt progressif sur 25 ou 30 ans et 15 % souhaitant un arrêt rapide[37]. Cependant, d'après un sondage Ifop, avec Atlantico du 3 mars 2012, le niveau d'inquiétude à l'égard des centrales nucléaires françaises est en très forte baisse, à 56 % en avril 2011, seuls 42 % des Français s'en disent inquiets. En ce qui concerne l'opinion sur le recours à l'énergie nucléaire, 37 % se disent favorables (+5 points depuis juillet 2011) tandis que seuls 13 % y sont opposés (-4 points depuis novembre 2011), pour 36 % hésitants[38].

Selon le Baromètre d’opinion sur l’énergie et le climat du SOeS d'avril 2013, après une période de doutes en 2011, consécutive à la catastrophe de Fukushima, la confiance des Français dans l’énergie nucléaire progresse en 2012 : 48 % d’entre eux se déclarent favorables au nucléaire, et 36 % y sont opposés.

#### Impact sur le parc nucléaire français
Le 21 avril 2011, EDF propose de créer une « task force » nationale d’intervention pour mieux réagir en cas d'accident, incluant, la constitution d'un stock de « matériels complémentaires d’apport en électricité et en eau, avec des moyens de transports et humains dédiés, mobilisables dans les 24 à 48 heures, à l’échelle d’un site ». EDF va aussi réexaminer (au cours d'un audit interne) la conception de ses centrales : les réacteurs nucléaires mais aussi les piscines de stockage du combustible. Des demandes d’améliorations de l'Autorité de sûreté nucléaire sont attendues pour la fin de l’année 2011 à la suite de l'audit demandé par le Premier ministre. L'enquête publique sur l'EPR de Penly a été repoussée en 2012 dans l'attente des résultats de ces évaluations complémentaires de sûreté post-Fukushima. En parallèle, RTE le gestionnaire du réseau électrique de haute tension, explore un scénario avec une réduction de la part du nucléaire de 75 à 50 % à l'horizon 2030.
Le 17 novembre 2011, l'IRSN présente à la presse, en présence de l'ASN son rapport d'expertise (près de 500 pages, remis à l’ASN et aux membres des groupes permanents d’experts à la suite de l’examen des données ECS fournies par les exploitants nucléaires) ; Une synthèse de 14 pages ce rapport est également publiée (et mise en ligne). Ce même jour ,l'IRSN publie une Note d'information et d'analyse sur ces « "évaluations complémentaires de sûreté" post-Fukushima (...) à l’issue de l’expertise des rapports d’évaluation complémentaire de sûreté (ECS) fournis à l’ASN par les exploitants, à la demande du Premier Ministre, suite à l’accident de Fukushima » ; selon cette note, le gouvernement a prévu d'utiliser une partie des « investissements d'avenir » pour financer « de nouveaux programmes de recherche sur les problématiques de sûreté mises en évidence par l’accident de Fukushima, programmes auxquels l’IRSN apportera sa contribution ».
En juillet 2012, à la suite de l'accident nucléaire de Fukushima et dans le cadre des engagements pris par le président de la République François Hollande, la ministre de l'écologie Delphine Batho a annoncé : « On ne construit pas l'EPR à Penly ».

#### Rapport de l'OPECST sur la sécurité nucléaire et l'avenir de la filière
L'Assemblée Nationale française et le Sénat français ont saisi l'OPECST (Office Parlementaire d’Évaluation des Choix Scientifiques et Technologiques) d'une mission parlementaire, regroupant députés et sénateurs de la majorité et de l'opposition, sur « la sécurité nucléaire, la place de la filière et son avenir ».
Le rapport d’étape, consacré à la sécurité nucléaire en France, a été présenté le 30 juin, et avance une vingtaine de recommandations selon sept grandes thématiques.
Le rapport final, enregistré à la présidence de l’Assemblée nationale et du Sénat le 15 décembre 2011, fait une proposition de «trajectoire raisonnée» pour l'avenir de la filière. Il part du constat que parmi les quatre technologies en phase de développement, « le stockage d'énergie et la quatrième génération d'énergie nucléaire en sont au stade préliminaire du concept scientifique, ou au mieux, de l'élaboration de la maquette expérimentale, tandis que les technologies éoliennes et photovoltaïques, mais aussi les énergies marines, tout comme les réacteurs de troisième génération en sont, peu ou prou, au stade de la mise en œuvre d'un équipement industriel qui n'en est pas encore à bénéficier des économies d'échelle et de dimension ». Tablant sur un cycle de maturation de 50 ans de ces technologies, il conclut « qu’à l’horizon 2050, pourvu que les technologies de stockage intersaisonnier d’énergie soient effectivement disponibles, la part de production nucléaire dans l’électricité peut être abaissée vers 50 à 60 % de la production totale actuelle ». Ce taux est actuellement d'environ 75 %. Cet objectif serait atteint par le non-remplacement d'un réacteur sur deux en fin de vie, au profit de réacteurs EPR. La décision de fermeture d'un réacteur serait laissée à l'ASN, dont la nécessaire indépendance est soulignée.
L'OPECST propose également un basculement, pendant la deuxième partie du XXIe siècle, vers la IVe génération, à nouveau au rythme de non-remplacement d'un réacteur sur deux. La part de production électronucléaire passerait ainsi, vers 2100, à 30 % des capacités totales actuelles. La France profiterait alors, d'une part des réserves d'uranium appauvri et de plutonium qu'elle aura accumulées lui permettant de renforcer son indépendance énergétique, et d'autre part de réacteurs de IVe génération pour optimiser le cycle aval de la filière (déchets nucléaires).

### Italie
À la suite d'un référendum national organisé en 1987 consécutif à la catastrophe de Tchernobyl, l’Italie a renoncé au nucléaire civil et ne possède donc pas de centrale nucléaire. Le gouvernement de Silvio Berlusconi avait décidé en 2010 de relancer le programme nucléaire italien. Le français EDF et l'italien Enel s’étaient en particulier alliés en 2009 pour construire quatre réacteurs EPR. Les événements du Japon ont conduit le gouvernement italien à décréter un moratoire d’un an sur cette relance, avant que M. Berlusconi n'envisage de l'allonger à deux ans,.Dans un deuxième temps, le 19 avril, le Parlement italien inclut un amendement au décret-loi 34 dans la perspective de voter contre tout retour au nucléaire sur la péninsule, sans attendre le référendum prévu en juin sur la question.
Les résultats du référendum, maintenu les 12 et 13 juin 2011, sont sans appel : les Italiens ont choisi massivement (à environ 95 %, avec 56 % de participation) de renoncer définitivement au nucléaire, en disant non à la loi de juillet 2009 qui visait à réintroduire le nucléaire dans la politique énergétique.

### Pays-Bas
Le gouvernement a confirmé son souhait d’un mix de production d’électricité incluant le nucléaire. "C’est un choix logique pour préparer la transition vers les énergies renouvelables" vers 2080 (actuellement le réacteur REP de Borssele fournit 4 % de l’électricité des Pays-Bas).
L’allemand RWE devait se joindre au français EDF et au producteur hollandais Delta sur le projet de construction d’une nouvelle centrale nucléaire à Borssele. Delta prévoyait notamment de déposer la demande de licence début 2012. Cependant, en janvier 2012 Delta a reporté le projet de 2 à 3 ans en raison de conditions économiques incertaines.

### Pologne
Le gouvernement polonais maintient sa volonté de se lancer dans la production d’énergie nucléaire. La Pologne qui ne dispose actuellement d'aucune centrale nucléaire, veut construire 2 centrales de 3000MWe chacune et envisage la mise en service de la première en 2020.

### Royaume-Uni
Après Fukushima, le Royaume-Uni maintient sa volonté de remplacer ses centrales. En effet, les conclusions intérimaires, publiées mi-mai, du rapport commandé à l'Office for Nuclear Regulation(l'autorité de sûreté du Royaume-Uni), confirment qu'un tsunami similaire à celui qui a eu lieu au Japon n'est pas crédible au Royaume-Uni. Contrairement aux gouvernements suisse, allemand, italien, etc., le ministre de l'Environnement, Chris Huhne, en a donc conclu qu'il "ne voit pas de raison de ne pas continuer la politique actuelle" sous réserve de la prise en compte des 26 recommandations précisées par l'autorité de sûreté dans son rapport intérimaire (pages 11 à 14).
Le 18 juillet 2011, le parlement britannique a ratifié la "Déclaration Nationale de Politique Nucléaire" par 267 voix contre 14, confirmant ainsi le programme de construction de nouvelles centrales nucléaires au Royaume-Uni, le parlement a aussi confirmé la liste des sites habilités à accueillir de nouvelles centrales.
Le 11 octobre 2011, selon Chris Huhne, ministre de l'énergie, les conclusions du rapport post-Fukushima commandé par le gouvernement à M. Weightman, l'inspecteur responsable de la sûreté nucléaire britannique, ne remettent pas en cause la poursuite du programme nucléaire au Royaume-Uni. Mais ce rapport réclame toutefois des mesures supplémentaires, par exemple pour protéger les centrales nucléaires en zones inondables ou répondre à une coupure prolongée d'électricité,,.

### Suède
La Suède, qui se veut en pointe dans la réduction des émissions de CO2, maintient le cap avec son plan de relance du nucléaire. Le plan de 2009 a levé le moratoire que s'était imposé le pays dès 1980 et prévoit la modernisation et le remplacement des 10 réacteurs en activité.
En mai 2011, le ministre suédois de l'Environnement, Andreas Carlgren, a critiqué la décision de l'Allemagne d'abandonner la filière nucléaire à compter de 2022. L'électricien national suédois, le groupe Vattenfall, gère 7,2 % des capacités nucléaires allemandes via des participations dans les centrales allemandes de Brunsbüttel et de Krümmel — à l'arrêt depuis 2007—, ainsi que dans celle de Brokdorf.

### Suisse
Avant l'accident de Fukushima, la Suisse comptait 5 réacteurs en activité (répartis dans 4 centrales nucléaires), construits entre 1969 et 1984 et des projets de construction de nouvelles centrales nucléaires étaient en cours,.
Après l'accident, Doris Leuthard qui est à la tête du département de l'énergie et de l'environnement, demande le gel immédiat des projets et la mise en examen de la sécurité des centrales existantes. Le Conseil fédéral annonce ensuite le 25 mai 2011 une sortie progressive de l'énergie nucléaire en décidant de ne pas renouveler les centrales nucléaires et opte pour leur mise hors service une fois que celles-ci auront atteint 50 ans, c'est-à-dire entre 2019 et 2034.
Les cinq réacteurs en activité produisant 40 % de l'électricité consommée dans le pays, l'accompagnement de la sortie du nucléaire porte sur les trois axes principaux suivants (l'hydraulique étant déjà saturé): les économies d'énergies, le développement des énergies renouvelables (Éolien, solaire, biogaz et biomasse) et l'importation. Ceci pour un coût estimé entre 0,4 % et 0,7 % du PIB et avec pour conséquence une augmentation des prix de l'électricité entre 15 % et 60 % (selon les sources).
Selon des sondages effectués par l'institut GFS, l'environnement était considéré comme le sujet prioritaire par 28 % des sondés en avril 2011, et plus que 16 % en août 2011, tandis que l'immigration est le sujet prioritaire pour 19 % des sondés en avril, et 26 % en août 2011. Interrogé concernant cet effet Fukushima, Roger Nordmann estime que « la question du nucléaire reste une question de fond même si l'intérêt momentané est passé à autre chose ». Yvan Perrin, lui, estime qu'« un gros problème à 10'000 km est moins concernant qu'un problème au pas de la porte ».
Le débat est relancé début septembre 2011, la commission de l’énergie du Conseil des États ayant précisé sa volonté de n’abandonner que les centrales de la «génération actuelle». Ceci laisse la porte ouverte à d’éventuels réacteurs nucléaires de nouvelles technologies alors que le Conseil Fédéral tient à une sortie définitive.
Le 28 septembre 2011, le Conseil des États adopte une proposition qui interdit la construction de toute nouvelle centrale nucléaire. Il adopte également les plans du gouvernement pour sortir du nucléaire d'ici à 2034. Ce dernier n’interdit toutefois pas cette technologie et autorise la poursuite de la recherche sur le nucléaire,.

## Amérique

### Canada
Au lendemain de la catastrophe de Fukushima, l'industrie nucléaire canadienne a mis en place une stratégie de communication qui s'appuie sur le fait que les réacteurs CANDU, qui constituent la totalité du parc nucléaire du pays, sont de conception fondamentalement différente des réacteurs à eau bouillante (REB) construits au Japon,,.
En Ontario, qui compte 16 des 18 réacteurs canadiens en opération et où l'énergie nucléaire représente environ la moitié de la production d'électricité, les autorités se sont voulues rassurantes. Après avoir mené une évaluation de la sécurité, l'exploitant public Ontario Power Generation conclut que les centrales qu'elle exploite sont «sécuritaires, robustes et capables de résister en cas d'urgence». Les activistes anti-nucléaires reprochent toutefois aux exploitants d'être «complaisants» ce qui a pour effet de minimiser la priorité qu'ils accordent à la planification d'urgence.
Le discours est similaire au Nouveau-Brunswick, qui compte normalement sur le nucléaire pour le tiers de sa production électrique. La seule centrale nucléaire de la province, Point Lepreau, est en arrêt de maintenance majeure depuis avril 2008 et devrait être remise en service, avec trois ans de retard, en 2012. En juillet 2011, les chances d'une réouverture en 2012, tel que prévu, ont augmenté avec la réinstallation réussie des 380 tubes de calandre du réacteur,.

#### Québec
La situation se pose de manière différente au Québec, où l'énergie nucléaire ne représente que 2 % de l'électricité produite. Citant des motifs environnementaux et économiques, le Parti québécois préconise depuis 2009 la fermeture de la centrale de Gentilly-2 plutôt que sa réfection,. Deux semaines après les événements au Japon, le président-directeur général d'Hydro-Québec, Thierry Vandal, évoque pour la première fois la possibilité de fermer définitivement la centrale. Il promet de « fournir toutes les informations requises » au gouvernement qui, en tant qu'actionnaire unique, devra trancher. En juin 2011, la Commission canadienne de sûreté nucléaire renouvelle le permis d'exploitation de la centrale et autorise sa réfection. La centrale doit toutefois cesser de produire de l'électricité à la fin de 2012, quelle que soit la décision au sujet de la réfection.
Élue à la tête d'un gouvernement minoritaire le 4 septembre 2012, la première ministre péquiste Pauline Marois annonce rapidement qu'elle honorera son engagement de fermer la centrale de Gentilly-2. La décision du gouvernement est appuyée par une analyse économique et financière d'Hydro-Québec qui démontre qu'il est plus profitable pour la société d'État de fermer la centrale que de la rénover. La centrale de Gentilly-2 cesse définitivement ses opérations le 28 décembre 2012.

### États-Unis
Engagé dans la relance de la filière nucléaire américaine, Barack Obama reste d'abord discret voire muet. Après 30 ans d'arrêt de constructions nouvelles, les États-Unis, qui possédaient 104 réacteurs en service au 31 décembre 2009, ont en effet établi un fonds, un prêt et des budgets de plusieurs dizaines de milliards de dollars en 2011 et visent un investissement de plusieurs centaines de milliards uniquement pour renouveler leurs centrales vieillissantes. Des parlementaires, dont Joseph Lieberman, en appellent le dimanche 13 mars à un moratoire, tandis que le Comité sur l'énergie de la Chambre de Commerce prévoit une audition sur la question mercredi, en présence de Steven Chu.
Le mercredi 16 mars, Barack Obama, tout en faisant part de son inquiétude et de l'assurance de son soutien aux Japonais, insiste sur l'amélioration de la sûreté et de la performance des centrales nucléaires des États-Unis, sans remettre en question ni mentionner le programme de constructions de nouvelles centrales. La Californie, pourtant située sur une zone hautement sismique, compte plusieurs réacteurs nucléaires en fonction.
Le 22 décembre 2011, la Commission de régulation du nucléaire américain (Nuclear Regulatory Commission) a indiqué dans un communiqué avoir autorisé pour quinze ans la dernière version du réacteur AP1000, sous licence du fabricant américain Westinghouse, estimant qu'elle remplissait ses exigences en matière de sécurité. Deux producteurs d'électricité du sud-est du pays, Southern Company et SCE&G (filiale de Scana), qui veulent bâtir des centrales en Caroline du Sud et en Géorgie, ont déjà annoncé avoir retenu ce modèle,. Quatre exemplaires de l'AP1000 sont déjà en construction en Chine depuis 2009. Selon le groupe, « la conception innovante de la sûreté passive a été reconnue par la NRC comme apportant une faculté supplémentaire importante qui permet à la centrale d'affronter sans encombre un événement du type Fukushima ».
La décision de la NRC constitue ainsi un pas supplémentaire vers la première construction d'une centrale nucléaire aux États-Unis depuis les années 1980. Ainsi l'événement de Fukushima n'a pas freiné le programme nucléaire de ce pays puisqu'au contraire il a contribué à conforter la validation d'un modèle qui présentait jusqu'alors des doutes en matières de sûreté.

## Asie

### Abou Dabi (émirat)
Malgré l'accident de Fukushima, les Émirats arabes unis maintiennent le choix du nucléaire.

### Chine
Après l’accident de Fukushima, les autorités chinoises ont décidé d’effectuer un audit de leurs centrales.
Le conseil d'état a aussi décidé de geler les autorisations pour de nouveaux réacteurs nucléaires (en mai 2011, 26 réacteurs étaient en construction sur les 34 déjà autorisés). Il est à noter que la Chine a lancé en février 2011 un plan sur 20 ans visant à maîtriser la technologie du réacteur nucléaire à sels fondus. Les événements de Fukushima n'ont pas affecté ce programme : ces réacteurs, du fait de leur conception, ne nécessitent pas de refroidissement et ne peuvent en aucun cas s'emballer.

### Inde
Le Premier ministre indien indique dès le 14 mars un audit des vingt centrales. Néanmoins, les opposants au nucléaire (six centrales sont en construction, quatorze autres envisagées) s'activent, parmi lesquels les Docteurs Indiens pour la Paix et le Développement (IDPD). Les critiques se concentrent en particulier sur la centrale de Tarapur (quatre unités), qui utilise le même type de technologie que la centrale de Fukushima. Une conférence sur l'énergie éolienne est organisée du 7 au 9 avril 2011 au centre d'affaires de Chennai. Malgré l'appel au relativisme de la commission pro-atomique et du chef de la centrale de Tarapur mi-mars, l'opposition au projet d'EPR de Jaitapur se fait plus vive ; la mise à plat de la sécurité des installations nucléaires pourrait mener à faire annuler l'accord avec la France sur la construction des deux EPR à Jaitapur.

### Iran
Lors de l'accident de Fukushima, la centrale nucléaire de Bouchehr est en cours de mise au point. Sa construction, débutée en 1974, a été retardée par la révolution iranienne de 1979. La centrale nucléaire de Bouchehr est inaugurée six mois après l'accident, le 12 septembre 2011, en présence du ministre russe de l'énergie, et du directeur de Rosatom. La Russie va exploiter la centrale, fournir le combustible neuf et évacuer le combustible usé pour les 2 ou 3 prochaines années avant d'en donner le plein contrôle à l'Iran. l'Iran a aussi confirmé sa volonté de se doter d’un parc de 10 à 20 réacteurs nucléaires pour une capacité de production de 20 000 MWe pour 2020.
L'accident nucléaire de Fukushima a initié parmi les citoyens iraniens un long débat concernant la sécurité du programme nucléaire civil iranien. Hassan Yousefi Eshkevari, l'initiateur du débat, est un intellectuel iranien en exil en Allemagne. Selon lui le débat politique au sujet du nucléaire en Iran, autant en Iran que dans le reste du monde, était plus tourné autour du traité de non prolifération nucléaire et de la bombe atomique, et très peu tourné sur la sécurité des installations pour la population locale. Toujours selon lui, le climat de répression et de censure à l'intérieur du pays ne permet pas de tenir tel débat, et celui-ci doit avoir lieu à l'extérieur, ou les intellectuels ont droit à la liberté de presse. Depuis l'accident de Fukushima, un nombre grandissant de lettres de lecteurs, d'interviews et de blogs affirment que le programme nucléaire iranien met en danger la santé, le bien-être et l'économie locale.
L'Iran est une région sujette aux tremblements de terre et la centrale nucléaire de Bouchehr est proche de la frontière avec le Koweït, Bahreïn, le Qatar et l'Arabie saoudite. Le climat local très chaud et poussiéreux rend son exploitation délicate,. Les pays voisins ont donc fait savoir leurs craintes des retombées d'un accident à Bouchehr, le Koweït a pris des mesures pour se préparer en cas d'accident nucléaire. Le président Mahmoud Ahmadinejad affirme que le programme nucléaire est un « train sans freins », que la centrale de Bouchehr est conforme à « toutes les normes de sécurité et les standards les plus élevés », et remet en cause la « technologie dépassée » (sic) de la centrale japonaise.

### Japon
Au nom des évêques catholiques japonais, l'évêque auxiliaire d'Osaka appelle fin mars à la solidarité des fidèles chrétiens du monde pour mener une campagne visant à combattre les projets de construction de nouvelles centrales nucléaires au Japon et dans le monde entier. L'État japonais décide en avril 2011 de geler toute nouvelle construction de centrale nucléaire avant prise en compte de mesures complémentaires à la suite de l’analyse complète de l’accident.
Le 6 mai 2011, le Premier ministre japonais Naoto Kan a demandé à l’exploitant Chubu Electric Power de suspendre le fonctionnement de tous les réacteurs de la centrale nucléaire de Hamaoka. Il y a en effet une probabilité de 87 % qu'un séisme de magnitude 8,0 frappe la région de Tōkai, dans les 30 ans. Des mesures complémentaires doivent donc être prises pour résister aux effets d’un tsunami consécutif à un tel séisme,.
En réponse, l'exploitant Chubu Electric Power annonce le 22 juillet 2011 qu'il va construire un mur anti-tsunami de 18 mètres de haut et de 1,6 km de long qui permettra de faire face à un séisme similaire à celui du 11 mars 2011, la centrale n'étant actuellement protégée que par des dunes de sable de 10 à 15 mètres de haut. Le coût de cette infrastructure serait de 100 milliards de yens (885 millions d'euros). Le premier ministre a également annoncé une nouvelle orientation du programme nucléaire japonais, dont la part de l’énergie produite devait passer de 30 % à 50 % de l’énergie totale et la sécurité renforcée. Parallèlement le Japon va faire « des efforts pour promouvoir les énergies renouvelables ».
Afin de renforcer son dispositif sécuritaire et durcir les normes nucléaires dans le pays, le Japon a donc entrepris une révision de l’administration nucléaire et va notamment créer une nouvelle entité de contrôle de la sûreté nucléaire indépendante du ministère de l’industrie,. Concrètement, à la suite des défaillances de l'Agence japonaise de sûreté nucléaire avant et pendant l'accident nucléaire de Fukushima, son directeur a été remercie en août 2011, et l'agence elle-même va être entièrement refondue.
Le gouvernement japonais prévoit donc de réviser à la baisse la part d’électricité produite à partir du nucléaire, dans un scenario publié à l’été 2012. Après que l’ancien premier Ministre, Naoto Kan, eut pour la première fois évoqué le 13 juillet 2011 la possibilité à terme d’un abandon total du nucléaire sur le sol nippon, le Premier Ministre actuel, Noda, a infléchi cette position, en visant « une réduction aussi forte que possible de la dépendance à l’énergie nucléaire à moyen ou long terme». Il a annoncé le retour à l’exploitation des centrales existantes qui auront passé les tests de sécurité, précisé que la construction de nouvelles usines « serait difficile», et que le sort des usines prévues ou en construction serait à envisager au cas par cas. À l’inverse, les autorités et représentants de l'industrie nucléaire ont établi leur volonté de continuer les constructions à l’export.
Mi-juin 2012, avec l’accord des autorités locales, le Premier ministre nippon, Yoshihiko Noda, ordonne le redémarrage de deux réacteurs nucléaires de l'ouest du Japon sans attendre que ne soit en place la nouvelle autorité de régulation nucléaire qui devra être indépendante du ministère japonais de l’industrie ouvertement pro-nucléaire.
Le 14 septembre 2012, le gouvernement japonais annonce sa nouvelle stratégie en matière de production énergétique, La politique envisagée est de ne plus construire de nouvelles centrales, et de ne pas prolonger les centrales existantes au-delà de 40 ans. Cette réorientation du bouquet énergétique doit être doublée par un effort en faveur des énergies vertes, dont le détail doit être déterminé avant la fin de l'année.
En 2013, le nouveau gouvernement japonais, issu des dernières élections, est favorable à la remise en service de certaines des centrales nucléaires existantes et ce malgré les résistances de la population. En parallèle le ministre de l'Industrie doit définir la nouvelle politique énergétique du pays d'ici à la fin 2013.

### Russie
Après avoir engagé la vérification de l'état du nucléaire civil russe et de ses perspectives avant un mois, Vladimir Poutine annonce le 15 mars sa volonté d'accélérer la réalisation de projets d'exploitation de gisements d'hydrocarbures en Extrême-Orient, dont particulièrement le projet Sakhaline-3. Les propos très rassurants du vice-Premier ministre russe sur le très haut niveau de résistance des centrales russes à des cataclysmes, avant même l'établissement de résultats des tests rapides entrepris, fait soupçonner l'État russe de propagande nucléaire,.